# Homberger SV
Der Homberger SV (offiziell: Homberger Spielverein 1903 e. V.) war ein Sportverein aus dem heutigen Duisburger Stadtteil Homberg. Die Fußballmannschaft spielte ein Jahr in der erstklassigen Gauliga Niederrhein und wurde 1953 Deutscher Vizemeister der Amateure. 

## Geschichte

### Gründung bis Zweiter Weltkrieg (1903 bis 1945)
Der Verein wurde am 7. Juni 1903 als FV Teutonia Homberg gegründet, der sich noch im gleichen Jahr in Homberger Spielverein umbenannte. Am 3. Februar 1910 fusionierte dieser mit dem Moerser Spielverein zum GSV Moers, doch schon ein Jahr später spaltete sich der Homberger Spielverein 03 wieder ab. Im Jahre 1919 schlossen sich der 1908 gegründete SC Preußen Homberg und Teile des SC Union Homberg dem Spielverein an. Von seinen Anhängern wurde der Verein schlicht „HSV“ gerufen.

Vereinswappen des Homberger SV in den 1930er Jahren

In der Saison 1920/21 tauchte der Spielverein erstmals in der höchsten Spielklasse auf, doch erst ab 1926 im niederrheinischen Oberhaus etablieren. Drei Jahre nach dem Wiederaufstieg wurde die Mannschaft Vizemeister der Gruppe B hinter dem Meidericher SV. 1930 wurden die Homberger mit vier Punkten Vorsprung auf Preussen Krefeld Niederrheinmeister und qualifizierten sich für die Westdeutsche Meisterschaft. In der Vorrunde setzte sich der HSV gemeinsam mit dem FC Schalke 04 gegen den VfB 03 Bielefeld und SuS Hüsten 09 durch. In der Finalrunde blieben die Homberger ohne Punktgewinn und wurden Letzter.
Zwei Jahre später verpasste die Mannschaft die neu eingeführte Gauliga Niederrhein, schaffte jedoch 1934 gemeinsam mit Rot-Weiß Oberhausen den Aufstieg dorthin. In der Gauligasaison 1934/35 konnte der HSV zwar beide Spiele gegen Fortuna Düsseldorf gewinnen, musste aber am Saisonende als Vorletzter wieder absteigen. Bis Kriegsende blieben die Homberger unterklassig. Der einzige sportliche Höhepunkt im Dritten Reich war die Qualifikation für den Tschammerpokal 1937, dem Vorläufer des heutigen DFB-Pokals. In der ersten Runde schieden die Homberger nach einer 0:1-Niederlage gegen Holstein Kiel aus.

### Nachkriegszeit (1945 bis 1969)
Nach Kriegsende gehörte der HSV 1947 zu den Gründungsmitgliedern der Landesliga Niederrhein, die damals die höchste Amateurliga darstellte. Nach dem Abstieg 1949 gelang der sofortige Wiederaufstieg und die erfolgreichste Phase der Vereinsgeschichte begann. Im Jahre 1953 setzten sich die Homberger in der Niederrheinmeisterschaft gegen den 1. FC Mülheim und Union Ohligs durch und qualifizierten sich für die Deutsche Amateurmeisterschaft. Dort setzte sich die Mannschaft zunächst in der Vorrunde ohne Punktverlust gegen Eintracht Nordhorn, Borussia Fulda und den Heider SV durch und zog nach einem 4:2-Halbfinalsieg gegen den VfB 03 Bielefeld ins Endspiel ein, das in Wuppertal mit 2:3 gegen den SV Bergisch Gladbach 09 verloren wurde.
Zwei Jahre später wurden die Homberger niederrheinischer Vizemeister hinter Marathon Remscheid. Da sowohl Mittelrheinmeister Bergisch Gladbach als auch Vize Stolberger SV auf einen möglichen Aufstieg in die II. Division verzichteten setzte der Verband ein Entscheidungsspiel gegen den westfälischen Vizemeister VfB 03 Bielefeld an. Hier konnten sich die Bielefelder mit 2:1 durchsetzen. 1956 qualifizierte sich der HSV für die neu geschaffene Verbandsliga Niederrhein und stellte sechs Jahre später mit Hans-Jürgen Jansen einen Deutschen Amateurnationalspieler. 1963 gewann der Spielverein seine zweite Niederrheinmeisterschaft und wurde dann Westdeutscher Vizemeister der Amateure hinter dem Lüner SV. Ein Jahr später gelang unter Trainer Willi Koll die erneute Niederrheinmeisterschaft und in der folgenden Aufstiegsrunde gelang gemeinsam mit Eintracht Gelsenkirchen der Aufstieg in die zweitklassige Regionalliga West. Außerdem nahm der Verein an der Deutschen Amateurmeisterschaft teil, scheiterte aber im Halbfinale mit 1:3 an den Amateuren von Hannover 96.
Der Sprung in die Regionalliga war allerdings zu groß und schon nach einem Jahr stiegen die Homberger als Tabellenletzter wieder ab. Nach dem Abstieg wurde der HSV in der Saison 1965/66 in die Landesliga durchgereicht und kam auch dort nicht mehr über sportliches Mittelmaß hinaus. Zudem musste der Verein das Rheindeichstadion aufgeben. Die Verwaltung der damals noch eigenständigen Stadt Homberg plädierte für eine Fusion des HSV mit der SpVgg Hochheide. Erst nachdem das Stadion an der Schillerstraße ausgebaut wurde, stimmten die Homberger Mitglieder der Fusion zu. Im Juli 1969 schlossen sich die Vereine zum VfB Homberg zusammen.

## Erfolge
- Deutscher Vizemeister der Amateure 1953
- Niederrheinmeister 1953, 1963, 1964